# Kleptochthonius magnus
Espèce
Kleptochthonius magnus est une espèce de pseudoscorpions de la famille des Chthoniidae.

## Distribution
Cette espèce est endémique des États-Unis. Elle se rencontre  dans des grottes au Tennessee et en Géorgie.

## Description
La femelle holotype mesure 2,42 mm.

## Publication originale
- Muchmore, 1966 : Two new species of Kleptochthonius (Arachnida, Chelonethida) from a cave in Tennessee. Journal of the Tennessee Academy of Science, vol. 41, p. 68-69 (texte intégral).